# Хал Холбрук
Харолд Роу Холбрук Млађи (енгл. Harold Rowe Holbrook Jr.; Кливленд, 17. фебруар 1925 — Беверли Хилс, 23. јануар 2021) био је амерички глумац.

## Додатна литератута
- Holbrook, Hal (1959). Mark Twain Tonight: An Actor's Portrait. New York: Ives Washburn. ISBN 978-0-886902-72-8.
- Young, Jordan R. (1989). Acting solo: the art of one-man shows. Beverly Hills: Moonstone Press. ISBN 978-0-940410-85-5.
- Holbrook, Hal (2011). Harold: The Boy Who Became Mark Twain. Farrar, Straus and Giroux. ISBN 978-1-4299-6901-7.